# كابروسوكس
الكاپروسوكس (بالإغريقية: Kaprosuchus) هو جنس منقرض من تمساحيات الشكل. تم التعرف عليه من جمجمة واحدة شبه كاملة تم جمعها من تكوين إكار الذي يعود للطباشيري المتأخر في النيجر. الاسم يعني «تمساح الخنزير» من الإغريقية (κάπρος) كاپروس «خنزير»، و (σοῦχος) سوكس «تسماح» في إشارة إلى أسنانه الكبيرة بشكل غير عادي التي تشبه تلك التي عند الخنزير. تم اطلاق عليه لقب «بواركروك» (BoarCroc) من قِبل پول سيرينو وهانز لارسون اللذان وصفا الجنس لأول مرة في أفرودة نُشرت في زووكيز في 2009 بجانب تمساحيات شكل أخرى مثل الأناتوسوكس واللاجانوسوكس. النوع النمطي هو الـK. saharicus.

## وصلات خارجية
- ZooBank
- Kaprosuchus in the Paleobiology Database